# Иероним (Крецу)
Епископ Иероним (рум. Episcop Ieronim, в миру Ион Крецу рум. Ion Crețu; род. 21 ноября 1959, Brăești, Бузэу) — епископ Румынской православной церкви, епископ Синаитский, викарий Бухарестской архиепископии (Митрополия Мунтении и Добруджи).

## Биография
В 1976—1981 годы обучался в духовной семинарии в Бухаресте. В 1982—1986 годы обучался в Богословском институте Бухарестского университета.
В июле 1986 году поступил в монастырь Бистрица в жудеце Нямец. 2 января 1987 года принял монашеский постриг, вскоре после чего был рукоположен во иеродиакона, а затем — во иеромонаха, проходя служение в Бистрицкой обители.
29 апреля 1988 года был назначен служащим священником Бухарестского Константино-Еленинского патриаршего собора и ответственным за Центральную патриаршую библиотеку. 2 марта 1990 года был определён великим экклисиархом патриаршего собора. 25 декабря 1990 года патриархом Румынским Феоктистом был возведён в достоинство протосинкелла.
С 14 октября 1992 года по 28 февраля 1993 года он участвовал в зимней сессии Экуменического института Боссэ под эгидой Женевского университета и Всемирного совета церквей, где представил работу: «Библейские Богоявления. Исследование для большей инклюзивности использования священных образов в жизни церквей» (рум. Teofaniile biblice. Studiu pentru o mai mare inclusivitate a folosirii imaginilor sacre în viaţa Bisericilor).
10 апреля 1994 года награждён патриаршим крестом и возведён в сан архимандрита. 5 августа 1994 года был назначен представителем Румынской Патриархии в Святой Земле и начальником румынских церковных учреждений в Иерусалиме и на Иордане. Несмотря на различные трудности, успешно продолжил труды своих предшественников по развитию паломнических центров Румынской Церкви в Святой Земле. В этом качестве он инициировал реставрационные, текущие и благоустроительные работы румынского поселения в Иерусалиме. Следующая цель состояла в изменении размера Иерусалимского поселения, которое после шестидесяти лет постепенного использования было перепроектировано. Он также занимался ходатайствами о строительстве румынского поселения в Иерихоне, и 21 июня 1999 года начались работы по его возведению. В результате на Иерихоне был выстроен комплекс с величественным храмом. Поддерживал тёплые отношения с Русской духовной миссией в Иерусалиме.
29 ноября 2009 года решением Священного Синода Румынской православной церкви избран викарием Патриарха Румынского. Однако, его хиротония оказалась отсрочена, и в итоге он оставался представителем Румынской православной церкви в Иерусалиме в течение ещё нескольких лет.
28 мая 2014 года состоялось его наречение во епископа. 29 мая того же года в Константино-Еленинском патриаршем соборе в Бухаресте рукоположен в викарного епископа Синаитского, викария Патриарха Румынского. Хиротонию совершили: Патриарх Румынский Даниил, митрополит Доростольский Амвросий (Парашкевов) (Болгарская православная церковь), архиепископ Алба-Юльский Ириней (Попа), избранный архиепископ Рымникский Варсонофий (Годжеску), епископ Девольский Феодосий (Купичков) (Болгарская православная церковь), епископ Джурджуский Амвросий (Мелякэ), епископ Австралийский и Новозеландский Михаил (Филимон), епископ Подольский Тихон (Зайцев) (Русская православная церковь) и епископ Плоештский Варлаам (Мертикарю).
5 июля 2022 года решением Священного Синода Румынской православной церкви был избран епископом Епархии Дакии Феликс, которая оставалось вакантной в результате перевода епископа Даниила (Стоэнеску) на должность викарного архиерея Девской и Хунедоарской епархии.